# 사카이 마사아키 (연예인)
사카이 마사아키(일본어: 堺 正章, 1946년 8월 6일 ~ )는 일본의 탤런트, 희극인, 가수, 배우, 음악가, 사회자, 라디오 진행자이다.